# European Championships 2022/Teilnehmer (Gibraltar)
| Gelbes Symbol für Goldmedaillen mit stilisierten Olympischen Ringen | Graues Symbol für Silbermedaillen mit stilisierten Olympischen Ringen | Braundes Symbol für Bronzemedaillen mit stilisierten Olympischen Ringen |
| ------------------------------------------------------------------- | --------------------------------------------------------------------- | ----------------------------------------------------------------------- |
| —                                                                   | —                                                                     | —                                                                       |

Gibraltar nahm mit zwei Athleten an den European Championships 2022 in München teil.

## Teilnehmer nach Sportarten

### Leichtathletik
Laufen
| Athleten      | Wettbewerb | Vorlauf | Vorlauf | Halbfinale    | Halbfinale    | Finale        | Finale        | Rang |
| Athleten      | Wettbewerb | Zeit    | Rang    | Zeit          | Rang          | Zeit          | Rang          | Rang |
| ------------- | ---------- | ------- | ------- | ------------- | ------------- | ------------- | ------------- | ---- |
| Frauen        |            |         |         |               |               |               |               |      |
| Norcady Reyes | 400 m      | 59,59 s | 23      | ausgeschieden | ausgeschieden | ausgeschieden | ausgeschieden | 23   |
| Männer        |            |         |         |               |               |               |               |      |
| Jerai Torres  | 200 m      | 22,70 s | 23      | ausgeschieden | ausgeschieden | ausgeschieden | ausgeschieden | 23   |